# Archimedische eigenschap
In de abstracte algebra, een deelgebied van de wiskunde, is de archimedische eigenschap, genoemd naar de Oud-Griekse wiskundige Archimedes, een eigenschap van bepaalde groepen, lichamen/velden en andere algebraïsche structuren die inhoudt dat een wiskundig object geen oneindig grote of oneindig kleine elementen heeft (dat wil zeggen geen triviale infinitesimalen). 
Het begrip is ontstaan uit de theorie van de grootheden in het oude Griekenland, maar speelt nog steeds een belangrijke rol in de moderne wiskunde, zoals in de David Hilberts axioma's voor meetkunde, de theorie van de lineair geordende groepen, die van de geordende velden en die van de lokale velden. 
Een algebraïsche structuur heet archimedisch, als elke twee elementen ongelijk aan 0 vergelijkbaar zijn, in de zin dat geen van beide elementen oneindig is met betrekking tot het andere. Van een structuur die een paar niet-nulzijnde elementen bevat, waarvan er één oneindig klein is ten opzichte van het andere, wordt gezegd dat deze niet-archimedisch is. Een lineair geordende groep, die archimedisch is, noemt men een archimedische groep. 
In verschillende contexten kan de archimedische eigenschap worden gepreciseerd door een steeds iets afwijkender formulering. In de context van de geordende lichamen/velden bijvoorbeeld, kent men het axioma van Archimedes, die de archimedische eigenschap formuleert, waar het lichaam/veld van de reële getallen archimedisch is, maar waar het veld van de rationale functies in reële coëfficiënten dit niet is.